# والتر غوين
والتر غوين هو مهندس مدني وسياسي أمريكي، ولد في 22 فبراير 1802 في مقاطعة جيفرسون في الولايات المتحدة، وتوفي في 6 فبراير 1882 في بالتيمور في الولايات المتحدة.